# Мовчан, Егор Фомич
Егор Фомич Мовчан (укр. Єгор Хомич Мовчан; 19 апреля (1 мая) 1898, с. Великая Писаревка, теперь пгт Сумской области — 22 ноября 1968, Киев) — украинский кобзарь.

## Биография
Родился 19 апреля 1898 года в селе Великая Писаревка Богодуховского уезда Харьковской губернии. На десятом месяце жизни, переболев оспой, потерял зрение. В 1907-1909 годах учился в Харьковском музыкальном интернате для незрячих (графини Уваровой). После роспуска интерната Егор возвратился в Великую Писаревку и в 1909 году ушёл в «науку» к известному священнику Степану Пасюге. В обучении Егор находился три года (с перерывами на болезнь). В 1913 году получил от Пасюги одклинщину — кобзарский ритуал благословения на самостоятельный труд (по другим данным — бросил учёбу у Пасюги и продолжил учиться самостоятельно) и начал самостоятельно кобзаревать. Многое перенял у харьковских кобзарей — Архипа Никоненко, Павла Гащенко, Петра Древченко. Часто ходил без поводыря.
Во времена репрессий 1930-х годов не поехал на «слёт народных певцов» (другое название — «Расстрельный съезд кобзарей») и спасся. Произошло это случайно, — только потому, что поводырь Егора исчез и не сопроводил его.
С кобзой за плечами незрячий кобзарь обошел сотни сёл, нёс в массы любимые народом песни и думы. Был участником первого республиканского совещания кобзарей и лирников в Киеве (1939 г.), принимал активное участие в работе образованного тогда государственного ансамбля кобзарей. В 1940 г. был участником всесоюзного совещания народных певцов.
Во время Великой Отечественной войны Егор Фомич писал антифашистские песни, с помощью которых вызывал ненависть к врагам.
В послевоенное время Е. Ф. Мовчан продолжал свою кобзарскую деятельность. Имел богатый репертуар. Исполнял четыре думы: «Плач невольников», «Вдова», «О Братьев Самарских», «О смерти казака-бандуриста».
За высокохудожественное исполнение песен не раз получал благодарности и премии. Его пению и игре аплодировали сотни участников Международного конгресса славистов в Москве.
Празднование 60-летия и 90-летия со дня рождения Егора Фомича превратилось в народный праздник песни и музыки.
Скончался в 1968 г. в Пуще-Водице в Доме ветеранов.
Записи песен в его исполнении хранятся в фондах Института искусствоведения, фольклора и этнографии им. М. Ф. Рыльского АН УССР.
Память
- В 1978 году в Великой Писаревке установлен памятник Мовчану Егору Фомичу.
- На месте дома, в котором родился Егор Фомич, установлена мемориальная плита.
- Бандура Мовчана находится в Государственном музее театрального, музыкального и киноискусства Украины в Киево-Печерской Лавре.